# 岐阜県さぼう遊学館
岐阜県さぼう遊学館（ぎふけんさぼうゆうがくかん）は、岐阜県海津市にある岐阜県の砂防に関する学習施設。

## 概要
- 土砂災害の減災啓発を目的として1994年（平成6年）6月に開館[1]。2017年（平成29年）に土砂災害に関する知識及び避難方法について学習、研修する施設としてリニューアルしている[2]。
- 土砂災害や防災に関する学習や体験できる。また、事前予約必要だが、土砂災害や防災に関する専門家による研修を受講が出来る。
- 施設は岐阜県公共砂防環境整備事業として羽根谷だんだん公園とともに整備されたものである。周辺には明治時代にヨハニス・デ・レーケの指導により築かれた羽根谷砂防堰堤（第一堰堤）及び羽根谷砂防堰堤があり、ともに国の登録有形文化財（建造物）として登録されている[3][4]。

## 施設
- 学習室
- 展示室
  - 3D映像視聴コーナー
  - 土砂災害の映像視聴コーナー
  - 羽根谷のすがた（羽根谷のジオラマ）
  - ハザードマップ閲覧コーナー

## 利用案内
- 開館時間：9:00～17:00
- 休館日　：毎週月曜日（月曜日が祝日の場合は翌平日）、年末年始（12月29日～1月3日）
- 入館料　：無料

## 所在地
- 岐阜県海津市南濃町奥条無番地

## 交通アクセス
- 養老鉄道 「駒野駅」下車、徒歩約25分。
- 名神高速道路大垣ICより車で約20分。
- 東海環状自動車道養老ICより車で約15分